# Estomatòfits
Els estomatòfits (Stomatophyta) són un subclade dels embriofitins en la classificació filogenètica. Agrupen les plantes que tenen estomes en les seves fulles o teixits fotosintètics, contràriament a les Marchantiophytes, que tenen porus aeris.
Els estomatòfits tenen també una tija visible, cosa que en fa les plantes més conegudes: molses, falgueres, coníferes i angiospermes.

## Filogènia
Segons estudis actuals, les relacions filogenètiques dels estomatòfits són les següents:
|  | Bryophyta (Molses vertaderes)                                                                                       |
|  | |
|  | \| \| Anthocerotophyta (Antocerotes) \| \| \| \| \| \| Polysporangiophyta (Cormòfits i parents extints) \| \| \| \| |
|  | |
|  | Anthocerotophyta (Antocerotes)                                                                                      |
|  | |
|  | Polysporangiophyta (Cormòfits i parents extints)                                                                    |
|  | |

|  | Anthocerotophyta (Antocerotes)                   |
|  |                                                  |
|  | Polysporangiophyta (Cormòfits i parents extints) |
|  |                                                  |

|  | Bryophyta (Molses vertaderes)                                                                                       |
|  | |
|  | \| \| Anthocerotophyta (Antocerotes) \| \| \| \| \| \| Polysporangiophyta (Cormòfits i parents extints) \| \| \| \| |
|  | |
|  | Anthocerotophyta (Antocerotes)                                                                                      |
|  | |
|  | Polysporangiophyta (Cormòfits i parents extints)                                                                    |
|  | |

|  | Anthocerotophyta (Antocerotes)                   |
|  |                                                  |
|  | Polysporangiophyta (Cormòfits i parents extints) |
|  |                                                  |

|  | Bryophyta (Molses vertaderes)                                                                                       |
|  | |
|  | \| \| Anthocerotophyta (Antocerotes) \| \| \| \| \| \| Polysporangiophyta (Cormòfits i parents extints) \| \| \| \| |
|  | |
|  | Anthocerotophyta (Antocerotes)                                                                                      |
|  | |
|  | Polysporangiophyta (Cormòfits i parents extints)                                                                    |
|  | |

|  | Anthocerotophyta (Antocerotes)                   |
|  |                                                  |
|  | Polysporangiophyta (Cormòfits i parents extints) |
|  |                                                  |

|  | Bryophyta (Molses vertaderes)                                                                                       |
|  | |
|  | \| \| Anthocerotophyta (Antocerotes) \| \| \| \| \| \| Polysporangiophyta (Cormòfits i parents extints) \| \| \| \| |
|  | |
|  | Anthocerotophyta (Antocerotes)                                                                                      |
|  | |
|  | Polysporangiophyta (Cormòfits i parents extints)                                                                    |
|  | |

|  | Anthocerotophyta (Antocerotes)                   |
|  |                                                  |
|  | Polysporangiophyta (Cormòfits i parents extints) |
|  |                                                  |